# 华亭市
华亭市是中华人民共和国甘肃省平凉市代管的一个县级市。与之接壤的县市有：东边崇信县，西边庄浪县和宁夏回族自治区的泾源县，南边张家川回族自治县和陕西省陇县，北边平凉市。
華亭縣在隋朝大業元年（605年）设立。2018年8月，经国务院批准，撤销华亭县，设立县级华亭市。

## 沿革

### 隋唐
隋朝大業元年（605年），在涇州西南部的華亭川口置華亭縣。大業三年（607年），改涇州為安定郡，華亭縣仍隸之。義寧二年（618年），分扶風郡、安定郡置隴東郡，華亭縣改隸隴東郡。
薛举秦兴二年（618年），改隴東郡為隴州，華亭縣仍隸之。
唐朝武德元年（618年），佔領華亭縣。垂拱二年（686年），因避武太后祖父武華諱，改華亭縣為亭川縣。神龍元年（705年），復亭川縣為華亭縣。天寶元年（742年），改隴州為汧陽郡，華亭縣仍隸之。乾元元年（758年），復汧陽郡為隴州，華亭縣仍隸之。元和三年（808年），華亭縣併入汧源縣。

### 五代
岐天祐二十年（923年），割隴州汧源縣之華亭鄉置義州，無屬縣。後周顯德六年（959年），復置華亭縣，為義州治所。

### 宋金
北宋太平興國二年（977年），改義州為儀州，仍治華亭縣。熙寧五年（1072年），廢儀州，華亭縣改隸渭州。
金朝天會八年（1130年），佔領南宋華亭縣。天會九年（1131年），賜予劉齊。天會十五年（1137年），廢劉齊，得華亭縣。天眷二年（1139年），歸還南宋，南宋升渭州為平涼府，華亭縣仍隸之。天眷三年（1140年），再次佔領華亭縣。正大八年（1231年），華亭縣陷於大蒙古國。

### 明清
明朝洪武二年（1369年），佔領華亭縣，仍為平涼府屬縣。崇禎十六年（1643年），華亭縣陷於李自成。清朝順治二年（1645年），佔領華亭縣。

### 中華民國
民國2年（1913年）4月，廢除平涼府，設置隴東道（道尹駐平涼縣），華亭縣改隸隴東道。民國3年（1914年）5月，隴東道改名涇原道，華亭縣仍隸之。民國16年（1927年），廢涇原道，華亭縣直隸於甘肅省。民國24年（1935年），甘肅省設置行政督察區，華亭縣隸第二區（專署駐平涼縣）。
民國38年（1949年）7月29日，中国人民解放军占领华亭县。8月6日，华亭县人民政府成立，隸平涼分区行政督察专员公署。

### 中華人民共和國
1951年4月，平涼分区行政督察专员公署改称平涼区专员公署，华亭县仍隸之。1955年，平涼区专员公署改称平涼专员公署，华亭县仍隸之。1955年3月，华亭县人民政府改称华亭县人民委员会。1958年4月，崇信县併入华亭县。12月20日，华亭县併入平凉市。
1961年12月15日，分平凉市复置华亭县。1968年4月3日，成立华亭县革命委员会。1969年10月，平凉专区改称平凉地区，华亭县仍隸之。1980年6月，华亭县撤销革命委员会，恢复人民政府。2002年6月，平凉地区改称平凉市，华亭县仍隸之。
2018年12月18日，撤销华亭县，设立县级华亭市。

## 人口
- 1388年：1.0888万人
- 1426年：0.8444万人
- 1465年：0.2454万人
- 1659年：0.4148万人
- 1796年：14.5033万人
- 1910年：2.6181万人
- 1928年：3.5061万人
- 1943年：4.4890万人
- 1949年：7.3500万人
- 1950年：7.5302万人
- 1955年：8.0019万人
- 1960年：8.1278万人
- 1965年：9.0345万人
- 1970年：11.4306万人
- 1975年：13.7690万人
- 1980年：14.5242万人
- 1985年：15.1860万人[13]
- 1990年：16.1567万人
- 1995年：17.4680万人
- 2000年：18.5548万人
- 2005年：17.7900万人
- 2009年：18.1070万人[14]

## 長官
華亭縣令（605年－686年）
華亭縣令（705年－808年）
華亭縣令/知華亭縣事（959年－1140年）
華亭縣令（1140年－1231年後）
- 安师雄（皇統中）

華亭縣尹（1231年後－1369年）
- 孙勉

華亭縣知縣（1369年－1643年）
- 叶安（1398年－）
- 杨俣（1435年－）
- 李端（1484年－）
- 朱昶（1510年－）
- 张守亨（1514年－）
- 黄用（1518年－）
- 高珍（1529年－）
- 齐宏（1532年－）
- 莫如德（1534年－）
- 贾铠（1536年－）
- 刘祐（1539年－）
- 尹孟哲（1546年－）
- 田西城（1547年－）
- 王官（1553年－）
- 李崇文（1557年－）
- 高擢（1559年－）
- 孟应鹤（萬曆中）
- 李圭（萬曆中）
- 孙锭（1605年－）
- 冯时泰（萬曆中）
- 郭权（萬曆中）
- 陈可徵（天啟中）
- 曹梦麟（崇禎中）
- 徐兆麟（1632年－）
- 王化民（崇禎中）
- 郭养民（崇禎中）
- 高錄（崇禎中）

華亭縣令（1643年－1645年）
華亭縣知縣（1645年－1913年）
- 葛廷栋（1645年－）
- 杨荣胤（1647年－1653年）
- 佟希尧（1653年－）
- 魏应聘（1679年－）
- 柳自新（康熙中）
- 贾国璵（康熙中）
- 郭憬（康熙中）
- 杨国祯（康熙中）
- 杨朝栻（康熙中）
- 倪锦（康熙中）
- 潘云龙（康熙中）
- 朱肇祯（1701年－）
- 陈珣（1709年－）
- 王嶟（1726年－）
- 卓凤诏（1728年－）
- 魏巍
- 张渡（1734年－）
- 张永淑（1738年－）
- 王衮（1740年－）
- 杨珪
- 艾丕（1752年－）
- 石鹏翥（1754年－）
- 甘珠尔（1757年－）
- 胡纪谟
- 张汉芳（1765年－）
- 徐朗元（1769年－）
- 谢以光
- 杜书耕
- 蒲兰馨
- 华廷颺（1776年－）
- 李朝柱（1780年－）
- 欧阳立魁（1781年－）
- 黎建三（1782年－）
- 持庄
- 杜梦锡
- 海柱
- 朱钟
- 吴江（1785年－）
- 张国楠（1786年－）
- 陈景良（1787年－）
- 张世法（1788年－）
- 庆龄（1789年－）
- 马学默
- 刘思顺
- 万倍成（1791年－）
- 长龄（1792年－）
- 白晋
- 陈允绅
- 马学默（1794年－）
- 稽承裕
- 王绥猷（1795年－）
- 徐铣（1796年－）
- 王增辉（1805年－）
- 冉辄（1817年－）
- 史彬光（1823年－）
- 李发毅（1835年－）
- 黄家声（咸丰中）
- 郑春林（1857年－）
- 张衍福（1867年－）
- 蒋顺达（1870年－1873年）
- 陈基懋（1873年－1874年）
- 徐应奎（1874年－1875年）
- 程梅亭（1875年－1878年）
- 王南薰（1878年－1880年）
- 雷文渊（1880年－1883年）
- 赵培（1883年－1884年）
- 黄廷钟（1884年－1885年）
- 杨鑅（1885年－1886年）
- 杨得炳（1886年－1887年）
- 黄政勤（1887年－1891年）
- 方傅获（1891年－1892年）
- 李毓恩（1892年－1893年）
- 杨鼎新（1893年－1899年）
- 钱广恩（1899年）
- 党瀛洲（代，1900年）
- 瑚图礼（1901年－1902年）
- 袁承泽（1902年－1903年）
- 祁永膺（1903年－1905年）
- 陈翰声（1905年－1908年）
- 赵发藻（1908年）
- 汪宗翰（1908年－1909年）
- 陈良均（1910年－1911年）
- 联英（1912年－1913年）

華亭縣知事（1913年－1927年）
- 高镜寰（1913年－）
- 张佩和（1914年－）
- 陈泽藩（1915年－）
- 周昆（1916年－）
- 郑震谷（1917年－）
- 周敬裕（1918年－）
- 戴光国（1919年－）
- 汪承杰（1920年－）
- 原志坚（1921年－1923年）
- 彭立栻（1924年－）
- 赵文元（1925年－）
- 黄象乾（1926年）
- 王玉堂（1926年8月－1927年）

華亭縣縣長（1927年－1949年）
- 王玉堂（1927年－1927年7月）
- 杨承基（代，1927年）
- 叶超（1927年－1928年）
- 张文泉（1928年－1930年）
- 黄作辅（1930年4月－6月）
- 赵光照（代，1930年－）
- 郭健武（1931年－）
- 王仲明
- 张次房（1932年－）
- 高望之（1933年－）
- 董云峰
- 邢邦彦（1934年9月－1936年10月）
- 黄金鼎（1936年10月－1937年5月）
- 李桓（1937年5月－1939年7月）
- 魏允之（1939年8月－1941年4月）
- 石琳（1941年4月－1946年2月）
- 杨蔚南（1946年2月－1947年2月）
- 袁重华（1947年2月－1948年4月）
- 李晓白（1948年4月－1949年7月）

華亭縣人民政府縣長（1949年－1955年）
- 李义祥（1949年8月－1950年6月）
- 慕德智（1950年6月－1952年10月）
- 曹凤元（1952年10月－1955年3月）

華亭縣人民委員會縣長（1955年－1958年）
- 曹凤元（1955年3月－12月）
- 陈平国（1955年12月－1958年5月）
- 王正武（1958年5月－12月）

華亭縣人民委員會縣長（1962年－1967年）
- 马汉兴（1962年1月－）

華亭縣革命委員會主任（1968年－1980年）
- 冯凤阁（1968年4月－1972年10月）
- 刘兴邦（1972年10月－12月）
- 马良骥（1972年12月－1975年11月）
- 张效骞（1975年11月－1978年11月）
- 史中（1978年12月－1980年6月）

華亭縣人民政府縣長（1980年－2018年）
- 史中（1980年6月－1983年10月）
- 尚振魁（1983年10月－1990年1月）[12]
- 景泰（1990年1月－1991年6月）
- 张和平（1991年6月－1995年8月）
- 吴定军（1996年1月－1997年11月）
- 赵成城（1997年11月－2001年2月）
- 郭奇若（2001年2月－2002年11月）
- 杨军（2002年11月－2005年12月）
- 任增禄（2005年12月－2009年7月）
- 王晓军（2009年9月－2011年9月）[15]
- 王宏林（代，2011年9月－10月）
- 王宏林（2011年10月－2018年12月）

## 行政区划
华亭市下辖7个镇、1个乡、2个民族乡：东华镇、安口镇、西华镇、马峡镇、策底镇、上关镇、河西镇、神峪回族乡、山寨回族乡和砚峡乡。

## 交通
- 344国道过境。